# Mario González Lugo
Mario González Lugo (Pobla de Saragossa, Mèxic, 15 d'agost de 1969) és un boxador mexicà retirat, que va representar el seu país en els Jocs Olímpics de Seül 1988. En aquest certamen hi va guanyar la medalla de bronze en la divisió de pes mosca.

## Resultats olímpics
- Va guanyar contra Teboho Mathibeli (Lesotho) 5-0
- Va guanyar contra Manoj Pingale (Indonèsia) 4-1
- Va guanyar contra Alfred Kotey (Ghana)
- Va perdre contra Andreas Tews (República Democràtica Alemanya) 0-5